# Iglesia de Santiago Apóstol (Santa Cruz de la Zarza)
La iglesia de Santiago Apóstol de Santa Cruz de la Zarza (provincia de Toledo, España) fue edificada sobre la pequeña iglesia que los caballeros santiaguistas mandaran construir hacia 1180 y donde el prior santacrucero, Juan de Velasco, fundara dos capellanías. Está declarada como Bien de Interés Cultural (BIC).

## Descripción

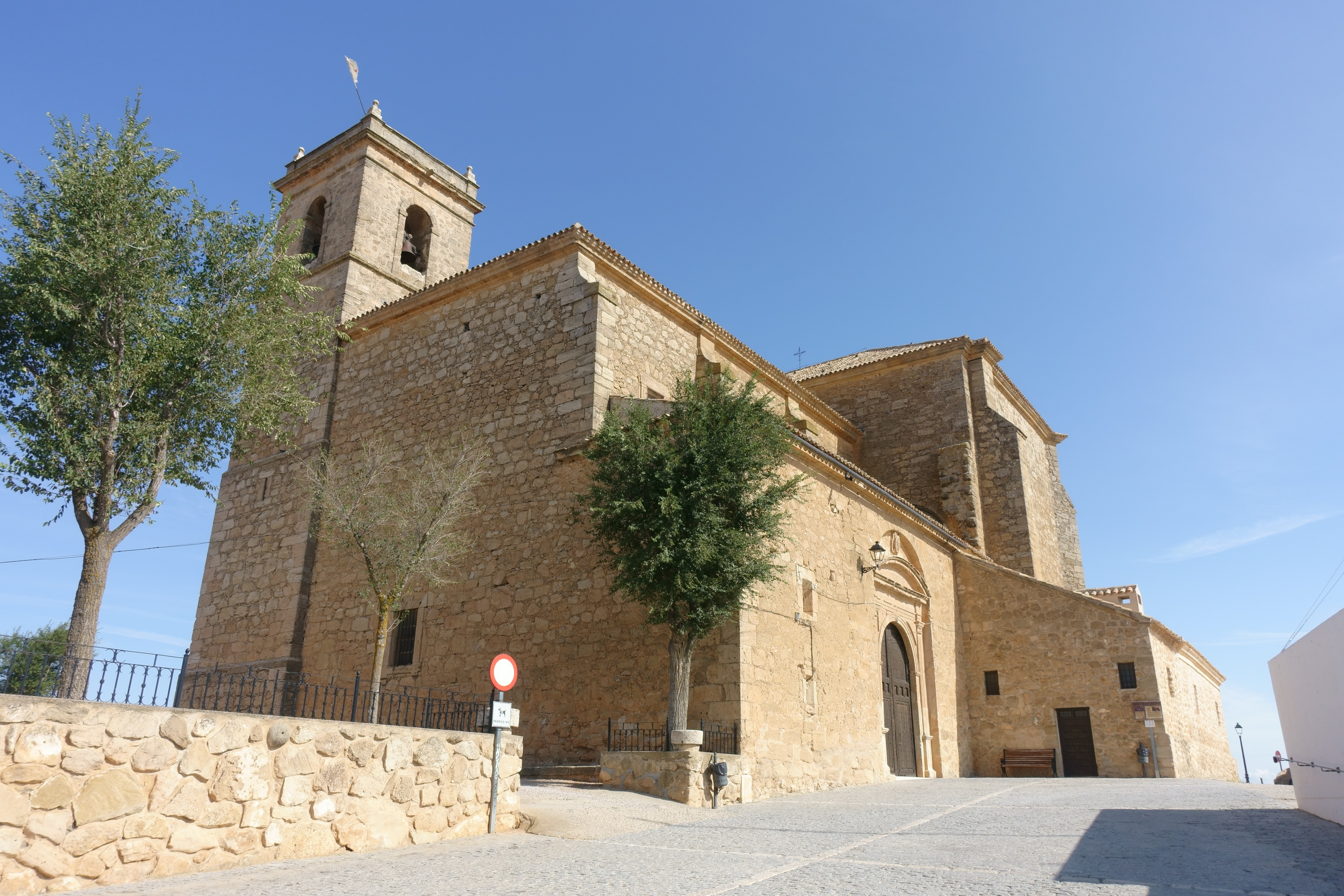
Vista frontal

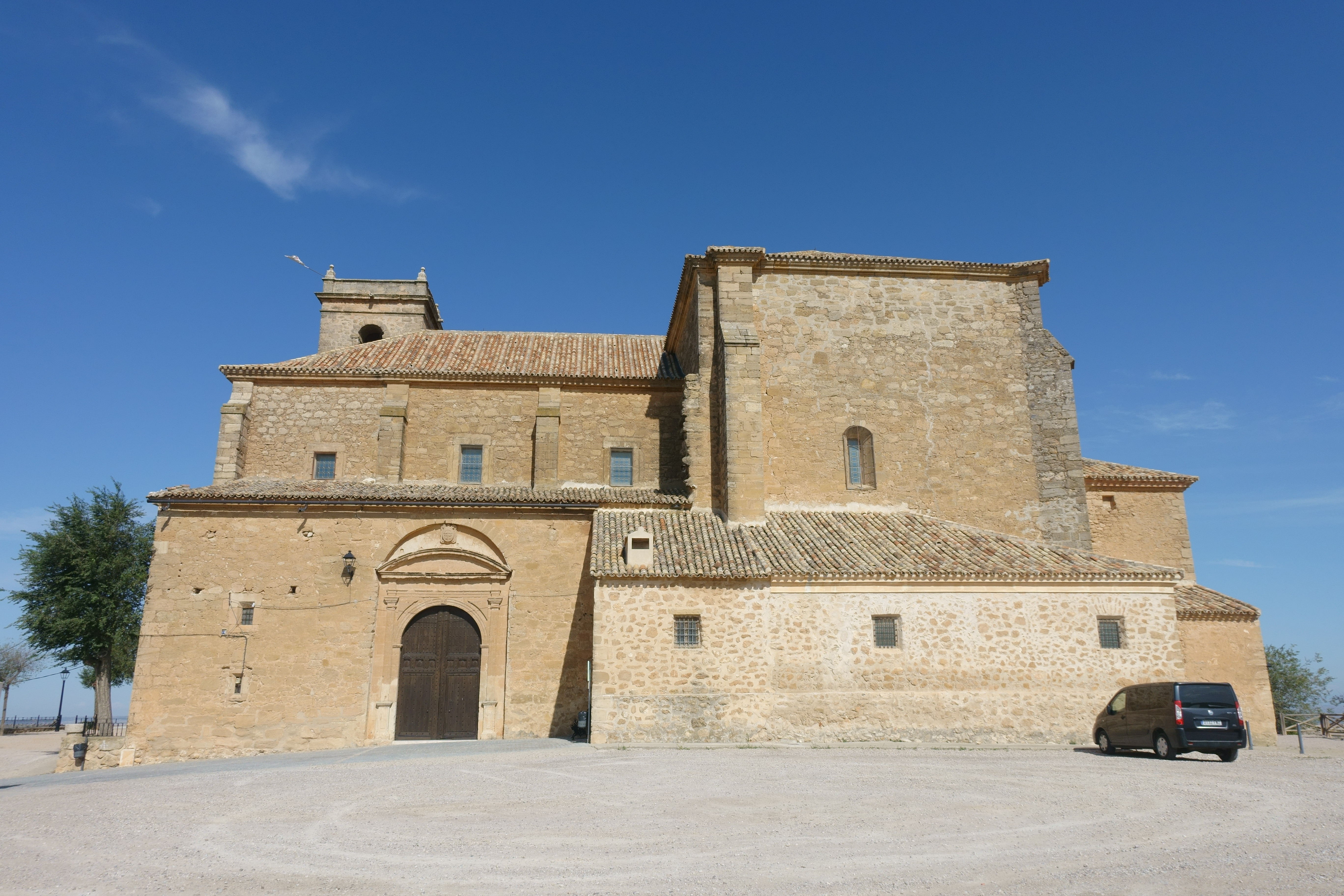
Vista lateral

Las trazas de este edificio fueron hechas por el maestro en geometría Sebastián de Lezana en el año 1559, y los maestros que tuvieron el cargo de su edificación fueron Juan Barbariola padre e hijo, vecinos de Santa Cruz de la Zarza y autores de muchas obras; Diego de Praves, quien unos años después las abandonó al ser nombrado maestre y conservador de las obras reales, y Juan de Praves, todos ellos trabajaron mancomunadamente. La iglesia es de planta de cruz latina de tres naves. La nave central se compone de dos tramos, más coro bajo trasero, que al ser más alta que las laterales abre en su bóveda de medio cañón tras la cornisa ventanas termales que producen lunetos en dicha bóveda. La capilla mayor se debió hacer hacia 1593 por los mismos maestros que el resto del edificio.
En 1603 ya estaba terminada toda la obra de cantería del cuerpo de la iglesia y las capillas que fundaron, y dotaron una el que fuera prior de Uclés y santacrucero de nacimiento Francisco Sánchez de Soria bajo la advocación de la Transfiguración del Señor, hoy de los mártires,donde se encuentran los pasos de Semana Santa y la otra de Tomás Palmero bajo las trazas de Juan Barbariola y dedicada a Nuestra Señora de la Concepción y San José. Justo enfrente de la Capilla de la Concepción encontramos otra pequeña capilla dedicada a San Antonio de Pauda y Nuestra Señora del Pilar, que cuenta con un retablo de escasa importancia.
La iglesia tiene tres retablos principales: el central de estilo neoclásico posterior a 1936 ya que el anterior retablo de estilo barroco fue destruido durante la Guerra Civil, dedicado a Santiago Apóstol que es al que está dedicado la iglesia. En la parte superior del retablo se encuentra una imagen en mármol blanco de Santiago Matamoros a caballo, con espada y estandarte de la cruz santiaguista. En este retablo también se hallan las imágenes del Sagrado Corazón de Jesús, San José y Virgen del Carmen. En el lado derecho se encuentra un retablo de estilo barroco (copia del que existía antes de la Guerra Civil) dedicado a Nuestra Señora del Rosario, patrona de la villa. Dicha imagen es de estilo barroco, vestida, es una copia de la anterior a 1936. El retablo del lado izquierdo muy parecido al de Nuestra Señora del Rosario, dedicado a Nuestro Padre Jesús Nazareno, muy venerado en Santa Cruz y que procedía del antiguo convento de los Trinitarios y que fue traída a la iglesia tras la desamortización del citado convento. 
A finales del siglo XVII se edificó la sacristía. Ahora en ella, está instalado el museo por el que se tiene acceso al camarín de la Virgen del Rosario, restaurado a finales del siglo XX, aunque sólo en parte y que sirve para vestir a la Virgen y se abre en las fiestas principales para venerar a la patrona; los magníficos herrajes de las puertas de este, fueron realizados por Francisco Álvarez en 1726 y las pinturas del mismo por el pintor mallorquín Cristóbal Flaquer cuatro años después. Durante la guerra de la Independencia a iglesia sufrió grandes daños, sobre todo en su cubierta y torres por las tropas francesas al ser utilizadas por sus vigías, ya que por su gran altura dominaban muchos kilómetros a la redonda. Después de la batalla de Uclés sirvió de cárcel de los prisioneros de aquella. En el interior de la iglesia se halla enterrado el que fuera prior de Uclés en el trienio 1720-1723, José de Platas, vicario de Segura y obispo de Adramito, cuya lápida está muy deteriorada. Debajo de la mitra, y a la izquierda de un báculo se lee: 

AQVI YACE JO
PHE DE PLA
TAS OBISPO
Y TITULAR
SV ORDEN D
SANTIAGO
EL CONSE
O DE SV MAG
NOVIEM
BRE DE 1749

Durante el año 1741, en esta Iglesia se producen constituciones sinodiales del Priorato de Santiago de Uclés.
El mejor cuadro de su museo es la Asunción de Nuestra Señora de Alonso del Arco. También sufrió los avatares de la guerra civil española, sufriendo entre otros daños la destrucción del retablo Mayor.